# Templo del Calvario (Chiapa de Corzo)
El templo del Calvario es un templo que se encuentra en la ciudad de Chiapa de Corzo, en el Barrio de San Pedro. Fue construido en el siglo XVII, aunque gran parte de su fachada e interiores fueron transformados en el siglo XIX al estilo neogótico.
La fachada noroeste presenta un acceso lateral, su marco es a manera de almohadillado y la clave de su cerramiento es un relieve con ornamentación fitomorfa y es rematado por un cornisuelo curvo. A la derecha de este vano se observa una ventana bífora y a la izquierda sobresale el volumen del brazo de planta. La fachada posterior no presenta vanos.
La planta arquitectónica es en forma de cruz latina, teniendo un ábside curvo el cual por el lado del evangelio tiene paso a la sacristía, su altar es un tabique recubierto de aplanado dedicado al Señor Calvario, en los brazos de la cruz tiene altares dedicados; el de la izquierda al Señor de Esquipulas, el de la derecha al Señor del Prendimiento, por este último altar se tiene acceso a la sacristía y de aquí paso indirecto a la casa parroquial en donde se observa un patio lateral al templo donde se encuentra una escalera descubierta que lleva a las campanas. 
En su interior conserva una magnífica pieza tallada en madera (protegida mediante cristal blindado para su preservación) que formó parte de un altar, posiblemente del templo de Santo Domingo de esta ciudad. La imagen representa un descendimiento de Cristo y está realizada en el más puro estilo renacentista.

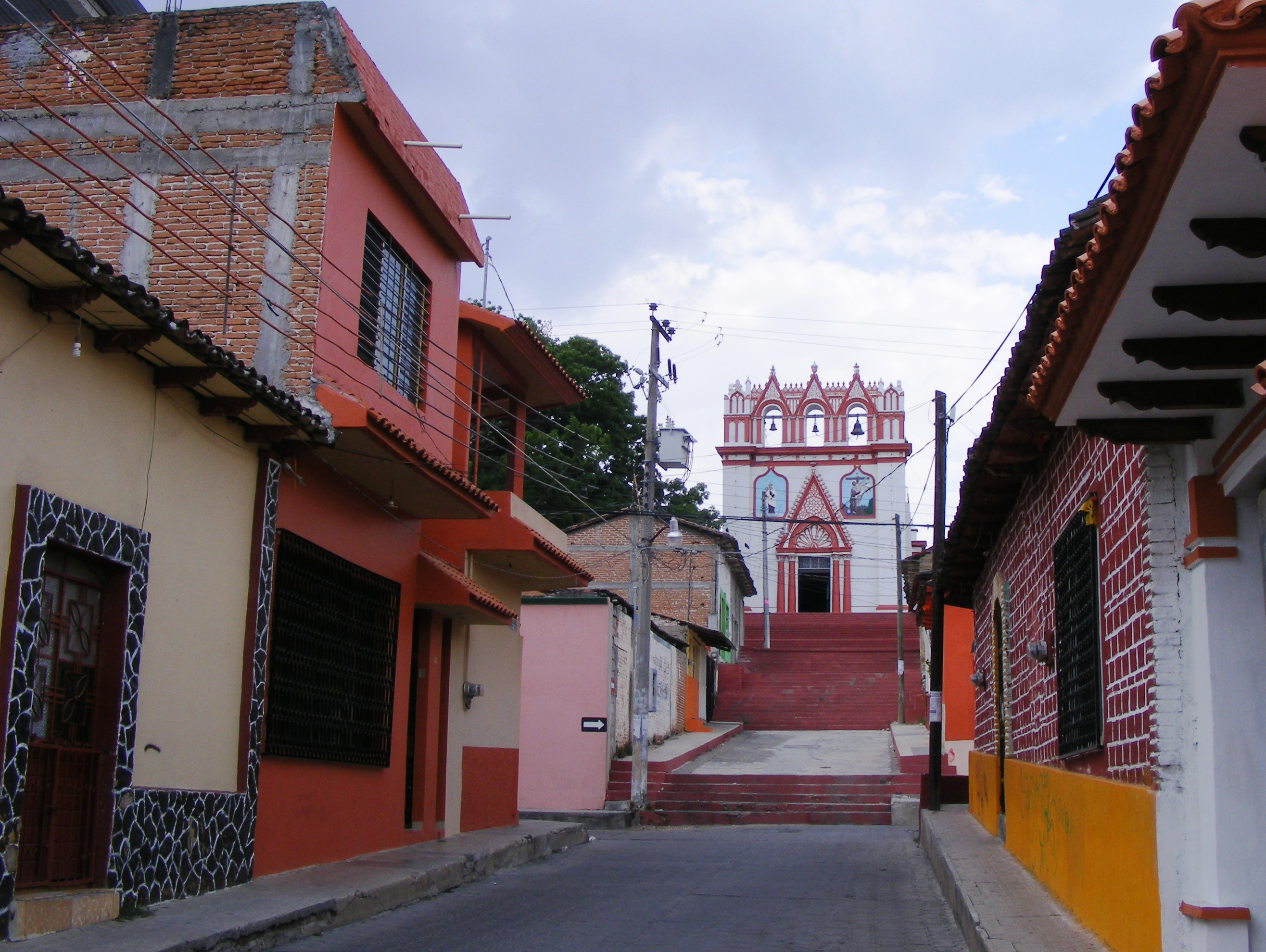
Templo del Calvario.